# Відновлення козацтва на Правобережній Україні (1685)

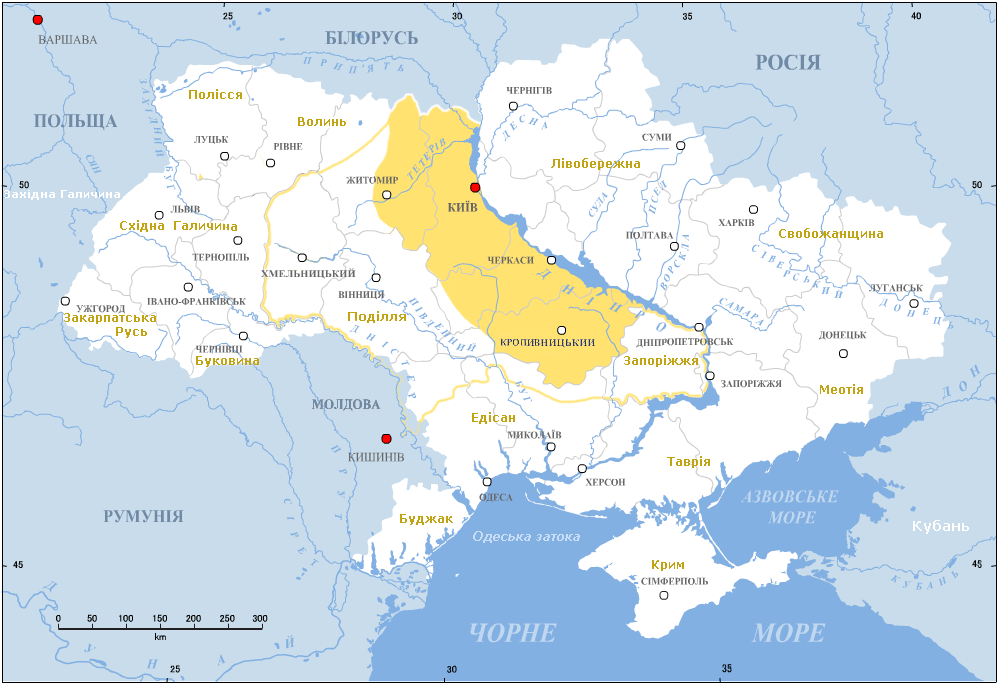
Правобрежна Україна на карті сучасної України

Відновлення козацтва на Правобережній Україні — реформа, проведена урядом Речі Посполитої у 1685 р., що відновлювала козацькі полки на території Правобережної України.

## Рішення влади Речі Посполитої
У 1684 р. король Ян ІІІ Собєський видав універсал, яким дозволяв козакам колишніх правобережних полків селитися навколо Чигирина, Канева, Корсуня, Черкас, Умані, Кальника та Білої Церкви.
Це рішення мало декілька наслідків — забезпечувало безпеку південно-східних рубежів Речі Посполитої, відзначало заслуги українського козацтва у протистоянні османській загрозі, а також мало на меті господарське освоєння розореного тривалими війнами українського Правобережжя.
Черговий сейм, скликаний на початку 1685 р., своєю постановою від 16 лютого підтвердив законність королівського універсалу, визначивши наступне: «Усіх козаків низових і українських, які побажали визнати Могилу гетьманом, мають осідати на Україні, їм повертаються їхні прадавні вольності, свободи і привілеї, що були даровані нашими попередниками…».

## Процес відновлення
Відновленню життя в Правобережній Україні значну увагу приділяв Степан Куницький, якого Собеський затвердив гетьманом ще в 1683 р. За досить короткий час його гетьманства (1683—1684) були відбудовані міста Корсунь, Богуслав, Мошни.
Гетьману Андрієві Могилі було дозволено набирати полковників не з шляхетського стану, як було досі, а серед козацької старшини. Відразу по цьому на Правобережжі відродилося декілька козацьких полків — Білоцерківський (Фастівський), Брацлавський, Вінницький (Кальницький) та Корсунський.
Для гетьманської резиденції Могила обрав місто Немирів на Вінниччині. Влітку 1687 року призначив наказним гетьманом полковника М. Булигу. Під час гетьманування Могили у 1686, 1687, 1689 роках за дорученням уряду Речі Посполитої складалися козацькі компути (списки, реєстри).
Процес заселення цих земель очолили старі заслужені козаки Семен Палій, Захар Іскра, Самусь (Самійло Іванович) та Андрій Абазин. На відміну від своїх попередників, які спиралися переважно на військовий, авантюристичний елемент, вони віддавали перевагу осілому, землеробському населенню. Декларовані пільги привертали сюди мешканців Лівобережжя, переселенців з інших районів Правобережжя, Галичини, вихідців із Білорусі та Молдови.
На теренах, визначених владою Речі Посполитої, було створено чотири територіальні козацькі полки. На території полків влада належала полковникам, сотникам й іншим представникам адміністрації. На місцях поширювалися норми звичаєвого та козацького права. У містах і селах створювалися органи козацького самоврядування. Очолював козацьку адміністрацію наказний гетьман, якого призначав король. У 1689—1693 рр. наказним гетьманом був Гришко, а його наступником став Самусь.
Козаки нових полків (2 тис. яких були записані до реєстру) брали активну участь у війні з Османською імперією, за що отримували чималі гроші від влади Речі Посполитої. Зміцнення козацтва призвело до загострення конфлікту зі шляхтою, що спалахнув у 1688 р. Але поки йшла війна з Османською імперією, верховна влада Речі Посполитої закривала на це очі.

### Діяльність Семена Палія
Вже 25 серпня 1685 р. С. Палій, перебуваючи в Білій Церкві, видав універсал, в якому сповіщав усіх, хто проїжджав територією Білоцерківського полку, про запровадження мита на користь нової козацької адміністрації.
У тому ж 1685 р. С. Палій уперше звертається через лівобережного гетьмана до московського уряду з проханням прийняти його під гетьманське правління та у підданство московського монарха. «Писав до мене зі сторони королівської величності охотницький полковник Семен Палій… просить мене, гетьмана, щоб я з людьми, які при ньому прийняв під свій регімент, в богохраниму державу його царської пресвітлої величності, який його лист Палія посилаю…», — повідомляє І. Мазепа
Однак, зважаючи на укладений між Варшавою й Москвою «Вічний мир», ініціатива фастівського полковника не була підтримана.

## Оцінки
Проте, постанова сейму дещо запізнилася оскільки на момент її ухвалили на теренах Правобережжя вже існували полки полковників Сулими, Булук-Баші, Барабаша, Корсунця та інших. Вони мали власну самостійно організовану владу, володіли козацькими вольностями й піддаватись королю не мали жодного бажання.
Однак, легітимація козацьких поселень королівським універсалом і сеймовою постановою додало інтенсивності колонізаційним рухам, що перед тим мали стихійний характер.
Особливо привабливо для переселенців виглядала Фастівщина, де урядував полковник Семен Палій. Він користався великим авторитетом серед козаків і поспільства, мав покровителів в оточенні короля і на його землі охоче переселялися не лише мешканці правого берега Наддніпрянщини, а й з Поділля, Волині, Полісся і навіть Галичини.
Також багато охочих переселитись під захист Палія було з Лівобережжя, що дуже бентежило лівобережну старшину і гетьмана Івана Самойловича.
Унаслідок відновлення «козацьких вольностей» наприкінці XVII — на початку XVIII ст. територія Київщини, Брацлавщини, Східної Волині та Центрального Поділля була фактично незалежною від влади Речі Посполитої.
Військово-політична діяльність українських гетьманів й козацької старшини та поступова колонізація ними правобережних земель у першій половині 80-х рр. XVII ст.
зрештою принесли свої результати. За визначенням вітчизняних істориків, протягом другої половини 1680-х — 1690-х рр. тут ішов неухильний процес відродження політичних структур Гетьманщини.

## Подальші події
У січні 1699 р. в Карловиці було підписано мирний договір між Річчю Посполитою і Османською імперією. Річ Посполита здобула назад Поділля з Кам'янцем, Османська імперія зреклася своїх претензій на Україну. Перед Річчю Посполитою на Правобережній Україні відкривалися привабливі перспективи. Шляхта Речі Посполитої посунула на Поділля, Брацлавщину і південну Київщину. На Поділлі відразу були відновлені старі порядки Речі Посполитої.
Після зменшення османської загрози влада Речі Посполитої вже не була зацікавлена у підтриманні козацького устрою, тому у 1699 р. було прийнято рішення про ліквідацію козацтва на Правобережній Україні. Надалі це рішення призвело до великого повстання Палія у 1702—1704 рр.